# وارفیلد
وارفیلد (به انگلیسی: Warfield) یک روستا و محله مدنی در بریتانیا است که در جنگل براکنل واقع شده‌است. وارفیلد ۱۰٬۰۸۸ نفر جمعیت دارد.